# 기타스즈란다이역
기타스즈란다이역(일본어: 北鈴蘭台駅, きたすずらんだいえき)은 일본 효고현 고베시 기타구에 있는 고베 전철 아리마 선의 역이다. 역 번호는 KB07이다. 해발 346m이다.
전 종별 정차역이지만 승강장 유효 길이가 4량 편성까지 밖에 대응하지 않아 한신·아와지 대지진 직후에 운행한 다니가미 역행 5량 편성 열차는 통과했다.

## 역사
- 1970년 4월 6일: 아리마 선의 스즈란다이 ~ 야마노마치 역 사이에 신설 개통.
- 1980년 9월: 역사 개축.
- 1981년 10월: 2층의 역 건물 준공.
- 1994년 10월: 엘리베이터 설치 등의 배리어 프리화.

## 역 구조
상대식 승강장 2면 2선(복선)의 교상역이다. 역사, 승강장이 모두 다리 부분에 있어 개찰 및 대합실이 지하 1층, 승강장이 지하 2층에 위치한다. 개찰 외에 매점이 있다.
현재와 같은 역 구조를 갖게 된 것은 1980년으로 그 이전에는 지상에 작은 역사가 있고 승강장으로는 계단과 과선교를 지나가는 구조였다.

### 승강장
| 1 | ■ 아리마 선(하행) | 다니가미・아리마구치・아리마온센・요코야마・산다 방면 |
| 2 | ■ 아리마 선(상행) | 스즈란다이・미나토가와・신카이치 방면                 |

## 역 주변
- 택시 승강장(신테쓰 택시)
- 고베 기타스즈란다이 우체국
- 미쓰이 스미토모 은행
- 리소나 은행
- 효고 현립 고베 고키타 고등학교
- 고베 시립 사쿠라노미야 중학교
- 신테쓰 식채관
- 코프 고베
- 가스가 병원

## 인접역
| 고베 전철 아리마 선           | 고베 전철 아리마 선           | 고베 전철 아리마 선                   |
| ----------------------------- | ----------------------------- | ------------------------------------- |
| KB06 스즈란다이 신카이치 방면 | ■ 특쾌속 ■ 급행 ■ 준급 ■ 보통 | 야마노마치 KB08 산다・아리마온센 방면 |